# Leszek Biolik
Leszek Mirosław Biolik (* 26. února 1965 Gliwice) je polský hudebník, skladatel, producent a aranžér. V letech 1984 až 1985 byl členem punkrockové kapely Śmierć Kliniczna, v níž hrál na kytaru. Od roku 1987 byl členem uskupení Pracownia Artystyczna PAFF, v němž hrál na baskytaru. Později spolupracoval s mnoha dalšími hudebníky, mezi něž patří například Stanisław Sojka, Violetta Najdenowicz, Marek Kościkiewicz a Małgorzata Kożuchowska. V roce 2015 získal ocenění Człowiek ze Złotym Uchem.